# Hans Erik Lerchenfeld
Hans-Erik Lerchenfeld (født 18. april 1951 i Holstebro) er en dansk guitarist, der spiller i rockgruppen tv·2. Han har været med i gruppen fra starten i 1981.

## Karriere
Hans-Erik Lerchenfeld startede med at spille i 1966 i gruppen Giacometterne til 1970. Fortsatte i Chapter Three sammen med blandt andet Henning Stærk og Johnny Thingsager Madsen til omkring 1971. 
Fra 1971 fortsatte han (sammen med blandt andet Madsen og Stærk) i Jackie Boo Flight, der var meget aktiv i det århusianske musikliv. Fra 1975 skifter Lerchenfeld til Taurus, der er en forløber for tv·2.
Ved siden af den lange karriere i tv·2 har Hans-Erik Lerchenfeld spillet lidt i et fritidsorkester ved navn Strange Brew i midten af 1980'erne. Desuden har han arbejdet med Laid Back.

## Diskografi
Med Taurus
- 1978 Whatever Happened To The Sixties

Med tv·2